# Видріно (село, Бурятія)
Видріно (рос. Выдрино) — село (з 1956 по 2003 — робітниче селище) Кабанського району, Бурятії Росії. Входить до складу Сільського поселення Видрінське.
Населення — 4374 особи (2015 рік).